# Nkongsamba
Nkongsamba er en by i det vestlige Cameroun med et indbyggertal (pr. 2001) på cirka 115.000. Byen er et centrum for landets banan- og kaffeindustri.